# Норфолкская белоглазка
Норфолкская белоглазка, или белогорлая белоглазка (лат. Zosterops albogularis), — исчезающий вид воробьиных птиц из семейства белоглазковых. Эндемик острова Норфолк.

## Описание
Норфолкская белоглазка достигает длины 14 см, являясь таким образом самым большим видом семейства белоглазковых. Размах крыльев составляет 7,5 см, вес примерно 30 г. Внешний вид характеризуется светло-зелёной головой, оливково-зелёным затылком, а также белым горлом и брюхом. Следующий признак — это выделяющееся белое окологлазное кольцо. Самец и самка окрашены одинаково.

## Распространение
Единственное жизненное пространство — это территория площадью 5 км² Национального парка острова Норфолк.

## Образ жизни и питание
В одиночку обследует свой участок. Питание состоит из плодов, ягод, нектара цветов и насекомых.

## Размножение
В гнездовой сезон с октября по декабрь пары строят чашеобразное гнездо, в которое самка откладывает 2 белёсых яйца. Период инкубации продолжается 11 дней и затем через 11 дней молодые птицы становятся самостоятельными.

## Угрозы
Самой большой угрозой считается разрушение жизненного пространства, а также завезённые виды животных. Сокращение популяции норфолкской белоглазки началось в 1904 году, когда на острове распространилась серебряная белоглазка (Zosterops lateralis), вытеснившая её с мест гнездовий. Затем завезённые в 1940 году крысы разоряли гнёзда с кладкой. Вырубка лесов также привела к драматическому сокращению популяции, так в 1962 году осталось всего лишь 50 особей. В 1978 году наблюдались 4 экземпляра, в 2000 году — только один экземпляр. Следующий поиск в декабре 2005 года дал в итоге также один экземпляр. Исследование 2009 года не смогло найти представителей вида на острове, поэтому в 2013 году было объявлено о 90%-й вероятности исчезновения вида. Однако может остаться крошечная популяция, не обнаруженная учёными.